# منطقه تاریخی کس–دونپورت
منطقه تاریخی کس-دونپورت (به انگلیسی: Cass–Davenport Historic District) یک منطقهٔ مسکونی در ایالات متحده آمریکا است که در میشیگان واقع شده‌است.